# نادي إدمونتون
نادي إدمونتون لكرة القدم (بالإنجليزية: FC Edmonton) هو نادي كرة قدم احترافي كندي يقع مقره في إدمونتون، ألبرتا. شارك النادي في الدوري الكندي الممتاز منذ موسم الافتتاح بالدوري في عام 2019. وكان نادي ادمونتون قد شارك سابقًا في دوري أمريكا الشمالية لكرة القدم من عام 2011 إلى عام 2017، ثم توقف عن العمل عندما توقف دوري أمريكا الشمالية عن عملياته التنافسية قبل موسم 2018 الملغى. من 2012 فصاعدًا، أصبح يلعب مبارياته في ملعب كلارك.